# Root Capital
Root Capital — американский некоммерческий фонд социальных инвестиций, работающий в бедных и экологически неблагополучных сельских районах Африки и Латинской Америки. Специализируется на инвестировании в сельскохозяйственные компании, которые производят долгосрочную социальную, экономическую и экологическую устойчивость для небольших фермеров и их сообществ. Root Capital предоставляет краткосрочные и долгосрочные кредиты небольшим и растущим агропромышленным компаниям, фермерским ассоциациям и кооперативам, обучает нынешних и будущих клиентов, подталкивает фермеров к экологическим методам работы, помогает им удачно продать выращенный урожай.
Root Capital основан в 1999 году как Ecologic Finance (филиал Ecologic Development Fund), в 2000 году предоставил первую ссуду кооперативу в Гватемале, который выращивал кофе и кардамон (вскоре клиентами фонда стали фермеры из Коста-Рики, Мексики и Панамы). Корпорация Starbucks становится первой компанией, которая гарантирует кредиты Root Capital, а влиятельная газета The Wall Street Journal рассказывает о фонде на своей первой полосе. В 2002 году Root Capital вышел на рынок Южной Америки, выдав кредит перуанскому кофейному кооперативу, а корпорация Green Mountain Coffee Roasters становится первым корпоративным инвестором фонда.
В 2004 году Root Capital выходит на африканский рынок, кредитуя кофейный кооператив из Руанды, в 2006 году запускает учебную программу для фермеров Мексики и Центральной Америки, а также официально регистрируется как некоммерческая организация (название фонда меняется с EcoLogic Finance на Root Capital). Между 1999 и 2012 годами Root Capital предоставил кредитов на 436 млн долл. для более чем 2,6 млн хозяйств (по состоянию на 2015 год кредитный портфель организации превысили 740 млн долл.).
В 2007 году Уильям Фут выигрывает премию молодого социального предпринимателя от Ashoka Global Fellowship, в 2008 году получает премию за социальные инновации от Social Venture Network. В 2009 году Root Capital получает премию от газеты Financial Times и Международной финансовой корпорации. Root Capital финансируют как отдельные дарители, так и крупные социальные фонды (Фонд Билла и Мелинды Гейтс, Корпорация частных зарубежных инвестиций, Mulago Foundation, Jasmine Social Investments, Pershing Square Foundation и Peery Foundation). Исследовательская организация Charity Navigator в своём рейтинге оценила Root Capital в четыре звезды (максимально возможный рейтинг).
В 2012 году Root Capital запустил программу Women in Agriculture Initiative, которая способствует продвижению женщин в сельской глубинке Латинской Америки и Африки.